# Diecéze Montepulciano-Chiusi-Pienza
Diecéze Montepulciano-Chiusi-Pienza (latinsky Dioecesis Montis Politiani-Clusina-Pientina) je římskokatolická diecéze v italské oblasti Toskánsko, která tvoří součást Církevní oblasti Toskánsko. Je sufragánní vůči arcidiecézi Siena-Colle di Val d'Elsa-Montalcino.

## Stručná historie
Tradice bez historického podkladu mluví o tom, že oblast Chiusi byla evangelizována sv. Apolinářem z Ravenny a Martialem z Limoges, učedníky apoštola Petra. V místních katakombách byl nalezen náhrobek biskupa jmenovaného jako Lucius Petronius Dexter, který zemřel 10. prosince roku 322. Tato diecéze byla bezprostředně podřízena Sv. Stolci až do roku 1459. kdy byla pořízena sienské metropoli. 
Papež Pius II. založil město Pienza (povýšil tak svou rodnou obec Corsigliano) a současně jej v roce 1463 povýšil na biskupské sídlo a okamžitě ji aeque principaliter sjednotil s nově zřízenou diecézí Montalcino. PAtronát patřil rodině papeže, Piccolominiům, jejichž členové až do konce 16. století byli vždy biskupy obou diecézí. V roce 1594 papež Klement VIII. zrušil spojení diecézí, a zamezil tak vlivu Piccolominiů. V roce 1772 byla diecéze Chiusi a Pienza spojeny aeque principaliter. 
Kostel Nanebevzetí P. Marie v Montepulcianu měl svého arcikněze, který od roku 1400 měl právo nosit pontifikálie a od roku 1480 bylo arcikněžství vyňato z pravomoci biskupa v Arezzu a podřízeno Sv. Stolci. V roce 1561 byla v Montepulcianu zřízena diecéze, která byla bězprostředně podřízena Sv. Stolci.
V roce 1975 byly diecéze Montepulciano a Chiusi-Pienza sjednoceny in persona episcopi, roku 1986 byly plně sloučeny a podřízeny sienské metropoli. Tato sjednocená diecéze je od července 2022 sjednocena in persona episcopi s arcidiecézí Siena-Colle di Val d'Elsa-Montalcino.